# Летачи (албум)
Летачи је једини студијски албум симфо-рок бенда Нова земља из Ваљева, чији је фронтмен био Игор Старовић. Издат је 1985. године за ПГП РТБ. Песме су радили Игор Старовић и Милан Ђурђевић који је касније постао део групе Неверне бебе.

## Списак песама
| №  | Назив                   | Трајање |  |
| 1. | Немој ми рећи           | 3:32    |  |
| 2. | Чаје                    | 2:47    |  |
| 3. | Опет смо сами           | 5:30    |  |
| 4. | Песма за поподне        | 4:30    |  |
| 5. | Некад и сад             | 4:05    |  |
| 6. | Поведи ме               | 4:06    |  |
| 7. | Песникиња               | 3:34    |  |
| 8. | Кад мај те сети на мене | 4:46    |  |
| 9. | Вечна тама              | 7:38    |  |